# 414
414（四百十四、よんひゃくじゅうし、よんひゃくじゅうよん）は自然数、また整数において、413の次で415の前の数である。

## 性質
- 414は合成数であり、約数は 1, 2, 3, 6, 9, 18, 23, 46, 69, 138, 207, 414 である。
  - 約数の和は936。
    - 99番目の過剰数である。1つ前は408、次は416。

  - 素因数の和が完全数になる6番目の数である。1つ前は276、次は532。
- 51番目の回文数である。1つ前は404、次は424。
  - 一桁の数を除くと41番目の回文数である。
  - 回文数において各位の和も回文数になる37番目の数である。1つ前は404、次は434。（オンライン整数列大辞典の数列 A82208）
- 112番目のハーシャッド数である。1つ前は410、次は420。
  - 9を基とする36番目のハーシャッド数である。1つ前は405、次は423。
- 約数の和が414になる数は1個ある。(274) 約数の和1個で表せる85番目の数である。1つ前は410、次は422。
- 414 = 22 + 72 + 192 = 22 + 112 + 172 = 32 + 92 + 182 = 52 + 102 + 172 = 72 + 132 + 142
  - 3つの平方数の和5通りで表せる16番目の数である。1つ前は413、次は419。(オンライン整数列大辞典の数列 A025325)
  - 異なる3つの平方数の和5通りで表せる11番目の数である。1つ前は413、次は425。(オンライン整数列大辞典の数列 A025343)
- 異なる4つの平方数の和17通りで表せる最小の数である。次は486。
  - 異なる4つの平方数の和 n 通りで表せる最小の数である。1つ前の16通りは390、次の18通りは550。(オンライン整数列大辞典の数列 A025417)
- 桁の調和平均が2になる9番目の数である。1つ前は361、次は441。(オンライン整数列大辞典の数列 A062180)
例．3/1/4 + 1/1 + 1/4 = 2
- n = 414 のとき n と n − 1 を並べた数を作ると素数になる。n と n − 1 を並べた数が素数になる50番目の数である。1つ前は412、次は420。(オンライン整数列大辞典の数列 A054211)
- 414 = 2 × 32 × 23
  - 3つの異なる素因数の積で p2 × q × r の形で表せる27番目の数である。1つ前は380、次は444。(オンライン整数列大辞典の数列 A085987)

## その他 414 に関連すること
- 西暦414年
- 紀元前414年
- ゼネラル・エレクトリック F414 - スタティクス・スラスト (85 kN) クラスのアフターバーナー付ターボファンエンジン。
- HD 414 - 1967年に発売された世界初のドイツの音響機器メーカー、ゼンハイザーのオープンエアー型ヘッドホン。
- HTTPプロトコルにおいては「URI Too Long（URIが大きすぎる）」を示すステータスコード。